# Laurent-Marie Janet
Laurent-Marie, baron Janet et de l'Empire (30 janvier 1768, Saint-Julien - 20 septembre 1841, Lons-le-Saunier), est un homme politique français.

## Biographie
Janet étudia le droit, fut avocat au bailliage d'Orgelet, puis à Lons-le-Saunier. En 1793, il se retira en Espagne et ne réapparu qu'en 1795. Nommé conseiller de préfecture du Jura après le Coup d'État du 18 brumaire, président de l'assemblée centrale du Jura, il fut appelé par le Sénat conservateur, le 19 vendémiaire an XII, à représenter ce département au Corps législatif, ou il siégea jusqu'en 1808. Dans l'intervalle, il fut (11 juin 1806) nommé maître des requêtes au conseil d'État. Il fut membre de la junte de Toscane et de la consulte de Rome, président du Conseil de liquidation et intendant général du Trésor à Rome. 
Lors de l'occupation de Paris en 1814, il assura la fonction de commissaire civil près du gouvernement Russe. Il fut, après le 20 mars, administrateur du Trésor, et envoyé dans le Midi inspecter les caisses publiques.
Représentant à la Chambre des Cent-Jours (12 mai 1815) pour le collège de département du Jura, qui lui avait donné 65 voix sur 118 votants, il rentra dans la vie privée sous la Restauration, fut rappelé au conseil d'État après 1830, et fut élu, le 4 novembre 1837, député de l'arrondissement de Dôle et devint conseiller d'État. Il se fit peu remarquer au Palais Bourbon, et vota avec la majorité conservatrice, notamment pour l'adresse de 1839. Il était l´exemple d´une réussite personnelle à force de travail et s´intégra socialement en particulier grâce aux nombreuses réceptions qu´il donna dans son hôtel parisien.
Sa fille épousa Jean-Michel Agar, comte de Mosbourg, pair de France dont la descendance dans les familles La Poeze d´Harambure et du Pouget de Nadaillac sont toujours encore propriétaires de l´hôtel du quai Voltaire qu´il habitat et fit rénover le long de la Seine face au Louvre. 

## Titre et décorations
- Baron de l'Empire : 14 février 1810
- Légion d'honneur : chevalier (1809), officier (1821)
- Ordre de Saint-Vladimir

## Sources
- « Laurent-Marie Janet », dans Adolphe Robert et Gaston Cougny, Dictionnaire des parlementaires français, Edgar Bourloton, 1889-1891 [détail de l’édition].
- A. Rousset, Frédéric Moreau, Dictionnaire géographique, historique et statistique des communes de la Franche-Comté et des hameaux qui en dépendent, classés par département: département du Jura, Volume 3, 1855.
- Jean-Baptiste Perrin, Notes historiques sur les villes et principaux bourgs du département du Jura, 1851.
- Louis Gabriel Michaud, Biographie des Hommes Vivants, 1817.